# Arthur Leclerc
Arthur Leclerc (ur. 14 października 2000 w Monako) – monakijski kierowca wyścigowy, startujący w serii Formuły 2 od sezonu 2023 w zespole DAMS. Mistrz Azjatyckiej Formuły Regionalnej (2022).
Od 2020 roku członek Akademii Kierowców Ferrari.
Ma dwóch starszych braci, Lorenzo i Charlesa, który również został kierowcą wyścigowym, występującym w zespole Formuły 1 Scuderia Ferrari.

## Wyniki
| Legenda oznaczeń w tabelach wyników Wyświetl szablon na nowej stronie | Legenda oznaczeń w tabelach wyników Wyświetl szablon na nowej stronie                                                                     |
| Oznaczenie                                                            | Wyjaśnienie |
| --------------------------------------------------------------------- | --- |
| Złoty                                                                 | Zwycięzca lub mistrzostwo |
| Srebrny                                                               | 2. miejsce lub wicemistrzostwo |
| Brązowy                                                               | 3. miejsce lub II wicemistrzostwo |
| Zielony                                                               | Ukończył, punktował (w klasyfikacji generalnej, gdy zdobył co najmniej jeden punkt na przestrzeni sezonu, poza trzema powyższymi opcjami) |
| Niebieski                                                             | Ukończył, nie punktował (w klasyfikacji generalnej, gdy nie zdobył co najmniej jednego punktu na przestrzeni sezonu)                      |
| Czerwony                                                              | Nie zakwalifikował się (NZ) |
| Czerwony                                                              | Nie prekwalifikował się (NPK) |
| Różowy                                                                | Nie ukończył (NU) |
| Różowy                                                                | Niesklasyfikowany (NS) (w klasyfikacji generalnej, gdy nie został sklasyfikowany w żadnym wyścigu sezonu)                                 |
| Czarny                                                                | Zdyskwalifikowany (DK) |
| Czarny                                                                | Wykluczony (WYK/EX) |
| Biały                                                                 | Nie wystartował (NW) |
| Biały                                                                 | Kontuzjowany (K/INJ) |
| Biały                                                                 | Wyścig odwołany (OD/C) |
| Bez koloru                                                            | Został wycofany (WYC/WD) |
| Bez koloru                                                            | Nie przybył (NP/DNA) |
| Bez koloru                                                            | Nie brał udziału w treningach (NT/DNP) |
| Bez koloru                                                            | Nie został zgłoszony (–) |
| Pogrubienie                                                           | Start z pole position |
| Kursywa                                                               | Najszybsze okrążenie wyścigu |
| †                                                                     | Nie ukończył, ale jego rezultat został zaliczony ze względu na przejechanie więcej niż 90% dystansu wyścigu.                              |
| *                                                                     | Sezon w trakcie |
| 1/2/3                                                                 | Punktowana pozycja w sprincie kwalifikacyjnym                                                                                             |
| Lista systemów punktacji Formuły 1                                    | |

### Formuła 3
| Rok  | Zespół          | Wyniki w poszczególnych eliminacjach | Wyniki w poszczególnych eliminacjach | Wyniki w poszczególnych eliminacjach | Wyniki w poszczególnych eliminacjach | Wyniki w poszczególnych eliminacjach | Wyniki w poszczególnych eliminacjach | Wyniki w poszczególnych eliminacjach | Wyniki w poszczególnych eliminacjach | Wyniki w poszczególnych eliminacjach | Wyniki w poszczególnych eliminacjach | Wyniki w poszczególnych eliminacjach | Wyniki w poszczególnych eliminacjach | Wyniki w poszczególnych eliminacjach | Wyniki w poszczególnych eliminacjach | Wyniki w poszczególnych eliminacjach | Wyniki w poszczególnych eliminacjach | Wyniki w poszczególnych eliminacjach | Wyniki w poszczególnych eliminacjach | Wyniki w poszczególnych eliminacjach | Wyniki w poszczególnych eliminacjach | Wyniki w poszczególnych eliminacjach | Pkt. | Poz. |
| ---- | --------------- | ------------------------------------ | ------------------------------------ | ------------------------------------ | ------------------------------------ | ------------------------------------ | ------------------------------------ | ------------------------------------ | ------------------------------------ | ------------------------------------ | ------------------------------------ | ------------------------------------ | ------------------------------------ | ------------------------------------ | ------------------------------------ | ------------------------------------ | ------------------------------------ | ------------------------------------ | ------------------------------------ | ------------------------------------ | ------------------------------------ | ------------------------------------ | ---- | ---- |
| 2021 | Prema Powerteam | CAT                                  | CAT                                  | CAT                                  | LEC                                  | LEC                                  | LEC                                  | RBR                                  | RBR                                  | RBR                                  | HUN                                  | HUN                                  | HUN                                  | SPA                                  | SPA                                  | SPA                                  | ZAN                                  | ZAN                                  | ZAN                                  | SOC                                  | SOC                                  | SOC                                  | 79   | 10   |
| 2021 | Prema Powerteam | 28                                   | 24                                   | 13                                   | 12                                   | 1                                    | 13                                   | NU                                   | 6                                    | NU                                   | 13                                   | 11                                   | 2                                    | 13                                   | 10                                   | 10                                   | 1                                    | 7                                    | 9                                    | 7                                    | C                                    | 7                                    | 79   | 10   |
| 2022 | Prema Powerteam | BHR                                  | BHR                                  | IMO                                  | IMO                                  | CAT                                  | CAT                                  | SIL                                  | SIL                                  | RBR                                  | RBR                                  | HUN                                  | HUN                                  | SPA                                  | SPA                                  | ZAN                                  | ZAN                                  | MNZ                                  | MNZ                                  |                                      |                                      |                                      | 114  | 6    |
| 2022 | Prema Powerteam | 5                                    | 2                                    | 13                                   | 4                                    | 4                                    | 16                                   | 8                                    | 1                                    | 4                                    | 4                                    | 27                                   | 8                                    | 5                                    | 11                                   | 12                                   | 12                                   | 8                                    | 5                                    |                                      |                                      |                                      | 114  | 6    |

### Podsumowanie
| Sezon     | Seria                         | Zespół                      | Wyścigi                    | P1                         | PP                         | NO                         | Podium                     | Punkty                     | Pozycja                    |
| --------- | ----------------------------- | --------------------------- | -------------------------- | -------------------------- | -------------------------- | -------------------------- | -------------------------- | -------------------------- | -------------------------- |
| 2017–2018 | Formuła E                     | Venturi Formula E Team      | Kierowca rozwojowy         | Kierowca rozwojowy         | Kierowca rozwojowy         | Kierowca rozwojowy         | Kierowca rozwojowy         | Kierowca rozwojowy         | Kierowca rozwojowy         |
| 2018      | Francuska Formuła 4           | FFSA Academy                | 20                         | 2                          | 1                          | 1                          | 8                          | 199                        | 5                          |
| 2018–2019 | Formuła E                     | Venturi Formula E Team      | Kierowca rozwojowy         | Kierowca rozwojowy         | Kierowca rozwojowy         | Kierowca rozwojowy         | Kierowca rozwojowy         | Kierowca rozwojowy         | Kierowca rozwojowy         |
| 2019      | Niemiecka Formuła 4           | US Racing – CHRS            | 20                         | 1                          | 1                          | 2                          | 8                          | 202                        | 3                          |
| 2019–2020 | Formuła E                     | ROKiT Venturi Racing        | Kierowca testowy/rozwojowy | Kierowca testowy/rozwojowy | Kierowca testowy/rozwojowy | Kierowca testowy/rozwojowy | Kierowca testowy/rozwojowy | Kierowca testowy/rozwojowy | Kierowca testowy/rozwojowy |
| 2020      | Europejska Formuła Regionalna | Prema Powerteam             | 23                         | 6                          | 7                          | 2                          | 15                         | 343                        | 2                          |
| 2021      | Formuła 3                     | Prema Powerteam             | 20                         | 2                          | 1                          | 2                          | 3                          | 79                         | 10                         |
| 2022      | Azjatycka Formuła Regionalna  | Mumbai Falcons India Racing | 15                         | 4                          | 1                          | 1                          | 9                          | 218                        | 1                          |
| 2022      | Formuła 3                     | Prema Powerteam             | 18                         | 1                          | 0                          | 1                          | 2                          | 114                        | 6                          |
| 2023      | Formuła 2                     | DAMS                        |                            |                            |                            |                            |                            |                            |                            |